# De Tomaso 505
La De Tomaso 505, chiamata anche De Tomaso 308 o De Tomaso 505/38, è una monoposto di Formula 1, costruita dalla De Tomaso e utilizzata dalla scuderia inglese Frank Williams Racing Cars per partecipare al campionato mondiale di Formula 1 1970.
Progettata da Gian Paolo Dallara, la vettura è stata protagonista di un'uscita di pista durante il Gran Premio d'Olanda 1970 in cui il pilota Piers Courage ha perso la vita mentre guidava la monoposto.
Il codice "505/38" sta a indicare il numero di telaio e che tale vettura è la 38ª auto da competizione realizzata da Alejandro de Tomaso.

## Livrea
La De Tomaso 505 possiede una colorazione interamente rossa avente una striscia tricolore azzurro-bianco-azzurro — che richiama il logo del costruttore — che attraversa centralmente la vettura dal muso all'alettone posteriore. I numeri di gara erano perlopiù scritti in nero su delle tabelle portanumero rettangolari bianche.
Tra i vari sponsor che sono stati presenti sulla livrea, i principali sono Dunlop, Ford, rispettivamente gommista e motorista della vettura, e Ward. Erano presenti anche il logo della Frank Williams Racing Cars e i nomi dei piloti.

## Caratteristiche
La 505 deriva da un'altra De Tomaso progettata da Gian Paolo Dallara, la 102, una vettura di Formula 2 che ha corso nel 1969.
Il telaio della vettura è una monoscocca in alluminio, mentre il motore è il Ford Cosworth DFV, abbinato al cambio manuale Hewland DG300 a 5 marce.

## Carriera agonistica

### Stagione 1970
La vettura non è mai stata competitiva in quanto non è riuscita a terminare la maggior parte delle gare della stagione 1970, non è stata classificata per i Gran Premi di Monaco e del Canada — avendo terminato le gare rispettivamente a 22 e a 11 giri dal primo classificato — e non si qualificò per il Gran Premio di Germania.
La De Tomaso 505, guidata da Courage, partecipò inoltre al BRDC International Trophy, gara non valida per il campionato mondiale, dove si classificò 3ª.

## Risultati in Formula 1
| Anno | Team                       | Motore | Gomme | Piloti   |     |    |    |     |     |  |    |    |     |     |    |     |  | Punti | Pos. |
| ---- | -------------------------- | ------ | ----- | -------- | --- | -- | -- | --- | --- |  | -- | -- | --- | --- | -- | --- |  | ----- | ---- |
| 1970 | Frank Williams Racing Cars | Ford   | D     | Courage  | Rit | NP | NC | Rit | Rit |  |    |    |     |     |    |     |  | 0     | —    |
| 1970 | Frank Williams Racing Cars | Ford   | D     | Redman   |     |    |    |     |     |  | NP | NQ |     |     |    |     |  | 0     | —    |
| 1970 | Frank Williams Racing Cars | Ford   | D     | Schenken |     |    |    |     |     |  |    |    | Rit | Rit | NC | Rit |  | 0     | —    |

| Legenda | 1º posto     | 2º posto | 3º posto    | A punti         | Senza punti/Non class.  | Grassetto – Pole position Corsivo – Giro più veloce |
| Legenda | Squalificato | Ritirato | Non partito | Non qualificato | Solo prove/Terzo pilota | Grassetto – Pole position Corsivo – Giro più veloce |